# Saxomat
 (signalé en mai 2025).
Si vous disposez d'ouvrages ou d'articles de référence ou si vous connaissez des sites web de qualité traitant du thème abordé ici, merci de compléter l'article en donnant les références utiles à sa vérifiabilité et en les liant à la section « Notes et références ».
- Archive Wikiwix
- Bing
- Cairn
- DuckDuckGo
- E. Universalis
- Gallica
- Google
- G. Books
- G. News
- G. Scholar
- Persée
- Qwant
- (zh) Baidu
- (ru) Yandex
- (wd) trouver des œuvres sur Wikidata

Le nom de Saxomat, dérivé du nom du fabricant Fichtel & Sachs, désigne un actionnement d'embrayage électro-pneumatique installé à partir de 1956 jusqu'à la fin des années 1960, utilisé, par exemple, dans des véhicules des constructeurs Borgward, DKW, Fiat, Lancia, Opel, Saab ou Volkswagen.
Le Saxomat est disponible à partir de 1959 dans l'Opel Rekord P1 sous le nom "Olymat" (contrairement au Saxomat conventionnel à double embrayage). Dès août 1957, Daimler-Benz propose l'Hydrak, disponible dans la berline Mercedes 219 moyennant un supplément de 450 Deutsche Marks et, contrairement au Saxomat, dispose d'un embrayage de démarrage hydraulique. NSU utilise un système similaire dans la Ro 80. En Allemagne de l'Est, la Trabant est en partie produite avec l'Hycomat à partir de 1965.
Le Saxomat est un échec commercial en raison du manque de fiabilité du système et de la difficulté de réglage, ce qui conduit à la rétrogradation de nombreux véhicules à une transmission manuelle normale. Le confort de démarrage et les manœuvres imprécises sont souvent critiqués.

## Technique
Le Saxomat est un développement ultérieur de l'embrayage centrifuge à rouleaux de F&S et est destiné à être une alternative économique à la transmission automatique. En termes de prix, le Saxomat se situe entre une transmission manuelle normale et une transmission automatique.
Essentiellement, le Saxomat fonctionne avec deux embrayages connectés en série et une roue libre :
- L'embrayage centrifuge à rouleaux est fermé en fonction du régime moteur. Au-dessus du régime de ralenti (950 à 1 000 tr/min), cet embrayage se ferme pour que le couple complet puisse être transmis à environ 1 500 tr/min.
- Cependant, l'embrayage centrifuge ne fonctionne qu'en mode traction (lorsque le couple moteur doit être transféré à l'essieu moteur) ; une roue libre lui est connectée en parallèle, ce qui le relie en mode de dépassement.
- Quand on lève le pied de l'accélérateur, le moteur freine également jusqu'au ralenti, car le couple de traînée de l'essieu moteur reste lié à la transmission via la roue libre actionnée dans le sens de blocage, même si l'embrayage centrifuge s'est désengagé.
- L'embrayage centrifuge étant court-circuité par la roue libre, le véhicule peut être garé aussi bien en montée avec la marche arrière enclenchée qu'en descente avec la marche avant enclenchée. Le remorquage est également possible.

En principe, on peut démarrer dans n'importe quelle vitesse avec l'embrayage de démarrage, mais dans les vitesses supérieures, le temps augmente jusqu'à ce que le régime moteur atteigne 1 500 tr/min et l'usure de l'embrayage augmente.
Indépendamment de cela, le flux de puissance peut être séparé avec un deuxième embrayage afin que les changements de vitesse soient également possibles à des vitesses plus élevées :
- Si le levier sélecteur équipé d'un interrupteur est touché, ce deuxième embrayage s'ouvre à l'aide d'une cellule à dépression. L'unité de dépression est reliée au collecteur d'admission du moteur via une électrovanne.
- Si le levier sélecteur est relâché, l'électrovanne s'éteint, l'air peut revenir lentement dans le bidon et l'embrayage se referme.
- En étranglant l'air qui reflue, le processus d'embrayage est contrôlé en douceur en conséquence. La décélération est variable et dépend si et combien le conducteur accélère.
- Plus le conducteur accélère, plus l'embrayage se ferme rapidement. C'est pour empêcher le moteur de monter en régime sans charge.

La roue libre n'a aucun effet sur le deuxième embrayage, de sorte que cet embrayage peut toujours séparer le flux de puissance.